# Rendez-vous de Noël
Pour plus de détails, voir Fiche technique et Distribution.
Rendez-vous de Noël (Christmas Eve) est un film de Noël américain en noir et blanc réalisé par Edwin L. Marin et sorti en 1947.

## Synopsis
Pour sauver sa fortune de l'avidité de son petit-fils Phillip, l'excentrique Matilda Reid doit retrouver et ramener à la maison ses trois fils adoptifs qu'elle n'a pas revus depuis longtemps : Mario, qui tient un bar en Amérique du Sud tout en fuyant le FBI ; Michael, un playboy tordu qui distribue des chèques sans provision ; Jonathan, un cow-boy de rodéos alcoolique.

## Fiche technique
- Titre : Rendez-vous de Noël
- Titre original : Christmas Eve
- Réalisation : Edwin L. Marin
- Scénario : Richard H. Landau, Laurence Stallings
- Société de production : Benedict Bogeaus Productions
- Société de distribution : United Artists
- Photographie : Gordon Avil
- Montage : James Smith
- Musique : Heinz Roemheld
- Pays d'origine : États-Unis
- Langue d'origine : anglais
- Format : noir et blanc - 1.37:1 - son Mono (Western Electric Recording)
- Genre : comédie romantique
- Durée : 90 min
- Dates de sortie :
  - États-Unis : 31 octobre 1947
  - France : 25 avril 1952

## Distribution
- Ann Harding : tante Matilda Reed
- Reginald Denny : Phillip Hastings
- Clarence Kolb : le juge Alston
- Carl Harbord : Dr Doremus
- Joe Sawyer : détective privé Gimlet
- George Raft : Mario Torio
- George Brent : Michael Brooks
- Randolph Scott : Jonathan ´Johnny´
- Joan Blondell : Ann Nelson
- Virginia Field : Claire
- Dolores Moran : Jean Bradford
- Douglass Dumbrille : Dr Bunyan
- Claire Whitney : Mme Bunyan
- Marie Blake : le reporter
- Dennis Hoey : Williams-Butler
- Molly Lamont : Harriet Rhodes
- John Litel : Joe Bland, agent du FBI
- Walter Sande : Mario's Hood
- Konstantin Shayne : Gustav Reichman
- Andrew Tombes : commissaire-priseur